# NGC 6906
NGC 6906 (другие обозначения — PGC 64601, UGC 11548, MCG 1-52-3, ZWG 399.6, IRAS20211+0616) — галактика в созвездии Орёл.
Этот объект входит в число перечисленных в оригинальной редакции «Нового общего каталога».